# 2014 SE404
2014 SE404 est un objet transneptunien considéré comme objet détaché, d'environ 120 km de diamètre.